# Hochschule für angewandte Wissenschaften Landshut
Die Hochschule für angewandte Wissenschaften Landshut (HAW oder HS Landshut) wurde 1978 als Fachhochschule Landshut gegründet. Der Name wurde im Jahr 2008 um Hochschule für angewandte Wissenschaften erweitert, seit 2012 wird der Begriff Fachhochschule nicht mehr verwendet. Sie besitzt aber weiterhin den Status einer Fachhochschule. Sie zählt mit einer Studentenzahl von rund 4.895 zu den größeren Hochschulen in Bayern. Bereits zum zweiten Mal hintereinander wurde die Hochschule Landshut 2021 zur beliebtesten Hochschule Bayerns auf StudyCheck.de gewählt.

## Geschichte
Die Universität Landshut bestand von 1800 bis 1826 und war die Nachfolgerin der Universität Ingolstadt. Wegen der gestiegenen Bedeutung Münchens als Haupt- und Residenzstadt des Königreichs Bayern verlegte König Ludwig I. die Universität 1826 von Landshut nach München. 1971 wurde in Landshut eine Außenstelle der Fachhochschule Weihenstephan eingerichtet. 1978 erfolgte die Gründung als eigenständige Fachhochschule Landshut mit den Studiengängen Betriebswirtschaft und Sozialwesen. Hans-Joachim Fischer war Gründungspräsident, der bis 1999 im Amt war. 1983 erfolgte die Einrichtung der technischen Fakultät mit den Studiengängen Elektrotechnik und Maschinenbau (ab 1991 eigenständige Fakultäten). 1993 erfolgte die Einrichtung des Studiengangs Informatik (ab 2001 eigenständige Fakultät), 1999 des Studiengangs Wirtschaftsingenieurwesen. Die Umbenennung in Hochschule für angewandte Wissenschaften Landshut erfolgte 2008. 2015 waren es 5.480 Studierende zum Wintersemester 2015/16, eine Verdoppelung seit dem Jahr  2007. Im selben Jahr erfolgte die Einrichtung der neuen Studiengänge Gebärdensprachdolmetschen und Ingenieurpädagogik (Pilot zur Berufsschullehrerausbildung an Hochschulen). 2017 wurde der neue Studienort Hauzenberg eröffnet.

## Fakultäten und Studiengänge
Derzeit umfasst die Hochschule sechs Fakultäten:
- Betriebswirtschaft
- Elektrotechnik und Wirtschaftsingenieurwesen
- Informatik
- Maschinen- und Bauwesen
- Soziale Arbeit
- Interdisziplinäre Studien[8]

Seit 2008 ist die Umstellung von Diplom- auf Bachelor- und Masterstudiengänge vollständig umgesetzt.

### Betriebswirtschaft
Betriebswirtschaft ist mit 820 Studenten nach Elektrotechnik und Wirtschaftsingenieurwesen und Informatik die drittgrößte Fakultät der Hochschule. Angeboten werden die Bachelorstudiengänge Betriebswirtschaft und Internationale Betriebswirtschaft/International Business mit einer Regelstudienzeit von sieben Semestern sowie die Masterstudiengänge Internationale Betriebswirtschaft/International Business, Marktorientierte Unternehmensführung und Personalmanagement mit einer Regelstudienzeit von drei Semestern.
Im Studiengang Betriebswirtschaft wählen die Studenten in den letzten beiden Semestern zwei der folgenden acht Schwerpunkte/Spezialisierungen:
- Controlling
- Finanzmanagementkonzepte
- Marketing und Vertriebsmanagement
- Organisationskonzepte und Personalmanagement
- Steuern
- Wirtschaftsinformatik
- Beschaffung und Logistik
- Rechnungslegung und Wirtschaftsprüfung

Ein weiterer Kompetenzschwerpunkt der Fakultät liegt in der Internationalisierung. Der Bachelorstudiengang Internationale Betriebswirtschaft/International Business (angeboten seit dem Wintersemester 2008/09) führt nach einem obligatorischen Auslandsaufenthalt von drei Semestern in einer der Partneruniversitäten zu einem Doppelabschluss. Die Partnerhochschulen sind Anglia Ruskin University (Großbritannien), Griffith College (Dublin, Irland), Universidad de Alcalá (Madrid, Spanien), University of South Carolina Upstate (Spartanburg, USA), Universität Straßburg (Frankreich) und Novia University of Applied Science (Turku, Finnland). Dies gilt auch für das dreisemestrige Masterprogramm Internationale Betriebswirtschaft/International Business mit Doppelabschluss, der zum Sommersemester 2014 ins Programm der Fakultät aufgenommen wurde.
Der Masterstudiengang Personalmanagement wird zusammen mit den Hochschulen München und Augsburg organisiert, wobei die Lehrveranstaltungen zentral in München abgehalten werden.

### Elektrotechnik und Wirtschaftsingenieurwesen
Die Fakultät Elektrotechnik und Wirtschaftsingenieurwesen ist mit 1.500 Studenten die größte Fakultät und bietet die Bachelorstudiengänge Elektro- und Informationstechnik, Biomedizinische Technik, Wirtschaftsingenieurwesen, Internationales Wirtschaftsingenieurwesen, Automobilwirtschaft und -technik und Energiewirtschaft und -technik an.
Der Studiengang Internationales Wirtschaftsingenieurwesen wird seit dem Wintersemester 2014/2015 angeboten und umfasst ein bis drei Semester im Ausland, die sowohl als praktisches Studiensemester im Betrieb oder an einer der Partnerhochschulen der Fakultät absolviert werden können. Zudem zählt in jedem Semester mindestens ein englischsprachiges Modul zu den Pflichtveranstaltungen. Neben Englisch müssen auch Module in einer zweiten Fremdsprache belegt werden.
Die Fakultät bietet konsekutive Masterstudiengänge in Bordnetzentwicklung, Elektro- und Informationstechnik sowie Wirtschaftsingenieurwesen an. Berufsbegleitend können der Bachelor in Wirtschaftsingenieurwesen und der Master in Prozessmanagement und Ressourceneffizienz abgelegt werden.

### Informatik
Die Fakultät startete bereits 2001, damals mit dem Diplomstudiengang Informatik. Mittlerweile lehren 16 Professorinnen und Professoren und weitere Lehrkräfte in fünf Bachelor- sowie drei Masterstudiengängen und decken somit alle Kernfächer der Informatik ab. Seit dem Wintersemester 2008/2009 wird – in Zusammenarbeit mit den Fakultäten Elektrotechnik und Maschinenbau – der deutschlandweit einzigartige Studiengang Automobilinformatik angeboten. Ein Jahr später startete – in Zusammenarbeit mit der Fakultät Betriebswirtschaft – der Studiengang Wirtschaftsinformatik. Seit 2021 bietet die Fakultät für Informatik zudem den innovativen Studiengang Künstliche Intelligenz. 2022 startet mit Digitales Verwaltungsmanagement ein fünfter Bachelor. Alle fünf Studiengänge haben eine Regelstudienzeit von sieben Semestern, schließen mit dem Bachelor ab und beginnen ausschließlich im Wintersemester. Des Weiteren werden die Masterstudiengänge Informatik, Systems Engineering sowie Wirtschaftsinformatik angeboten. Informatik sowie Wirtschaftsinformatik können – abweichend von der Regel – auch zum Wintersemester begonnen werden und werden nach einer Regelstudienzeit von drei Semestern mit dem Master abgeschlossen.

### Maschinen- und Bauwesen
Die Fakultät Maschinen- und Bauwesen beschäftigt 25 Professoren und weitere Lehrkräfte, um die Betreuung von derzeit etwa 730 Studenten zu gewährleisten (Stand: Wintersemester 2023/24).
Die Fakultät bietet die Bachelorstudiengänge Maschinenbau, Additive Fertigung, Automobil- und Nutzfahrzeugtechnik sowie Energie- und Leichtbautechnik (auslaufend) an. Außerdem werden die Masterstudiengänge Leichtbau und Simulation (seit dem Sommersemester 2009) sowie Automobil- und Nutzfahrzeugtechnik (seit dem Sommersemester 2014) durchgeführt. Auch die berufsbegleitenden Masterstudiengänge Applied Computational Mechanics sowie Industriemarketing und Technischer Vertrieb zählen zum Programm der Fakultät.
Die Studenten des Maschinenbaus (ab Wintersemester 2014/2015) wählen ab dem vierten Semester eine der folgenden Profilierungsrichtungen:
- Allgemeiner Maschinenbau
- Energie- und Umwelttechnik
- Fertigungstechnik und Produktionsmanagement
- Leichtbau

Im Studiengang Automobil- und Nutzfahrzeugtechnik entscheiden sich die Studenten (ab Wintersemester 2014/2015) zwischen folgenden Profilierungsrichtungen:
- Antriebstechnik
- Nutzfahrzeugtechnik
- Personenkraftwagentechnik

### Soziale Arbeit
Die Fakultät bietet neben dem Bachelorstudiengang Soziale Arbeit seit dem Wintersemester 2008/2009 auch den Bachelorstudiengang Soziale Arbeit in der Kinder- und Jugendhilfe an. Seit dem Sommersemester 2013 wird der konsekutive, anwendungsorientierte Masterstudiengang „Klinische Sozialarbeit“ angeboten. Mit dem Wintersemester 2015/2016 wurde zusätzlich der Bachelorstudiengang Gebärdendolmetschen in das Programm der Fakultät aufgenommen, der zum Sommersemester 2016 in die neu eröffnete Fakultät „Interdisziplinäre Studien“ überging.

### Interdisziplinäre Studien
Diese Fakultät wurde zum Sommersemester 2016 neu gegründet und ist die jüngste Fakultät der Hochschule. Sie umfasst die Bachelorstudiengänge Neue Medien und interkulturelle Kommunikation, Gebärdensprachdolmetschen, Ingenieurpädagogik, Ingenieurpsychologie, Hebamme weiterqualifizierend und Physician Assistant/Arztassistenz. In der Fakultät sind auch die Module und Wahlpflichtfächer des „Studium Generale“ angesiedelt. Eine gewisse Anzahl dieser Module ist in vielen Bachelor-Studiengängen verpflichtend zu absolvieren.

## Zentrale Einrichtungen

### Verwaltung
Am 2. Mai 2016 feierte das neue Hörsaal- und Verwaltungsgebäude Richtfest. Im Juni 2017 zog ein Teil der Hochschulverwaltung in die neuen Büros und am 28. Juni wurde es offiziell eröffnet. Inzwischen ist es die neue Heimat der Fakultät Betriebswirtschaft. Im Januar 2019 zog schließlich der gesamte Verwaltungsapparat geschlossen in das alte Bezirksgebäude, welches seit Oktober 2019 von der Hochschule angemietet wird.

### Bibliothek
Die Bibliothek der Hochschule Landshut ist eine öffentliche, wissenschaftliche Bibliothek. Sie ist für alle Personen mit Wohnsitz in der Stadt oder im Landkreis Landshut zugänglich.
Seit 10. Januar 2002 ist die Bibliothek der Hochschule rund um die Uhr für Studenten und Mitarbeiter der Hochschule geöffnet. Außerhalb der üblichen Öffnungszeiten ist das Ausleihen von Büchern über die Selbstverbuchungsanlage (Studentenausweis mit integriertem RFID-Chip erforderlich) möglich.
Für Studenten steht auch das Online-Angebot der Hochschulbibliothek zur Verfügung (z. B. Katalog, Kontodienste, Fernleihe, Volltextzugriffe auf Fachbücher, wissenschaftliche Zeitschriften und technische Normen).

### Studierendenvertretung (STUV)
Die Studierendenvertretung oder kurz auch STUV, ist ein Sammelbegriff für die gewählten studentischen Vertreter im Senat, den Fachschaften und dem Studentischen Parlament. In jedem Sommersemester werden die ehrenamtlichen Vertreter neu durch alle Studierenden gewählt. Diese Vertreter setzen sich für die Interessen der Studierenden in den jeweiligen Gremien ein, bestimmen die Hochschulpolitik aktiv mit und bieten zusätzlich, beispielsweise durch Sommer- und Winterfest, die lange Nacht der Hausarbeit oder Kurse, Veranstaltungen an der Hochschule. Die gewählten Vertreter sind für Studierende die erste Anlaufstelle bei Problemen oder Fragen rund um das Studium. Ein offenes Ohr wird euch jederzeit durch persönlichen Kontakt im Büro oder per Mail geboten.

### Hochschulgemeinde
Die katholische und evangelische Kirche an der Hochschule Landshut organisiert viele verschiedene Veranstaltungen für die Studenten und Professoren.

### Hochschulsport Landshut
Der Hochschulsport Landshut wird organisiert durch den Zentralen Hochschulsport München (ZHS) der Technischen Universität München. Die Studenten der Hochschule Landshut können am Sportangebot in Landshut und des ZHS Freising und des ZHS München teilnehmen.

### Weiterbildungsakademie
Neben den oben aufgeführten berufsbegleitenden Studiengängen bietet die Weiterbildungsakademie (früher Institut für Weiterbildung) auch den Besuch von arbeitsmarktrelevanten Themenmodulen aus verschiedenen Studiengängen sowie Hochschulzertifikatskursen an. Letztere ermöglichen eine intensive Weiterbildung ohne feste Bindung an einen Studiengang.

### International Office
Das International Office der Hochschule Landshut gibt ausländischen Studenten eine Hilfestellung bei Studienbewerbungen und unterstützt sie durch Beratung und Betreuung.
Weitere Aufgabenbereiche:
- Beratung deutscher Studenten, die einen Studien- oder Praktikumsaufenthalt im Ausland planen
- Vermittlung von Stipendien und die Kontaktpflege zu Fördereinrichtungen
- Kontaktpflege zu Partnerhochschulen im Ausland und die Unterstützung neuer Kontakte

### Rechenzentrum
Das Rechenzentrum der Hochschule Landshut ist zuständig für den Betrieb der in den verschiedenen Räumen befindlichen Computer und Drucker und die Bereitstellung von Diensten und Servern. Das Rechenzentrum betreibt u. a. das Service-Portal, ein Web-Angebot, über das z. B. Benutzerpasswörter geändert oder Wohnheim-Anschlüsse registriert werden können. Über das Service-Portal kann auch auf das SB-Portal der Verwaltungs-IT zugegriffen werden, auf dem man sich für Prüfungen anmeldet, für das Folgesemester rückmeldet und auch seine Prüfungsergebnisse und Immatrikulationsbescheinigungen findet. Diese Funktionen stehen allerdings nur mit einem Account und einem Zertifikat zur Verfügung, für dessen Ausstellung auch das Rechenzentrum verantwortlich ist. Außerdem stellt das Rechenzentrum jedem Studenten einen Zugang zu DreamSpark Standard (Nicht-MINT-Studiengänge) oder DreamSpark Premium (MINT-Studiengänge) und dem Microsoft-Portal bereit. Auch diverse fachlich relevante Programme für das Studium können über das Rechenzentrum bezogen werden.

### Sprachenzentrum
Als zentrale Einrichtung ist das 2001 gegründete Sprachenzentrum fachbereichsübergreifend, seit 2016 aber in der Fakultät Interdisziplinäre Studien angesiedelt. Die Sprachkurse stehen allen Studenten offen. Sprachunterricht wird auf unterschiedlichen Niveaustufen angeboten, auch zur Vorbereitung auf ein Studium oder Praktikum im Ausland. Die Kurse sind nach UNIcert zertifiziert.
Im Rahmen des allgemeinwissenschaftlichen „Studium generale“ gibt es jeweils mehrere Kurse in folgenden Sprachen:
| - Chinesisch - Deutsch als Fremdsprache - Englisch - Französisch - Italienisch | - Japanisch - Russisch - Schwedisch - Spanisch - Türkisch |

### Studentenwerk

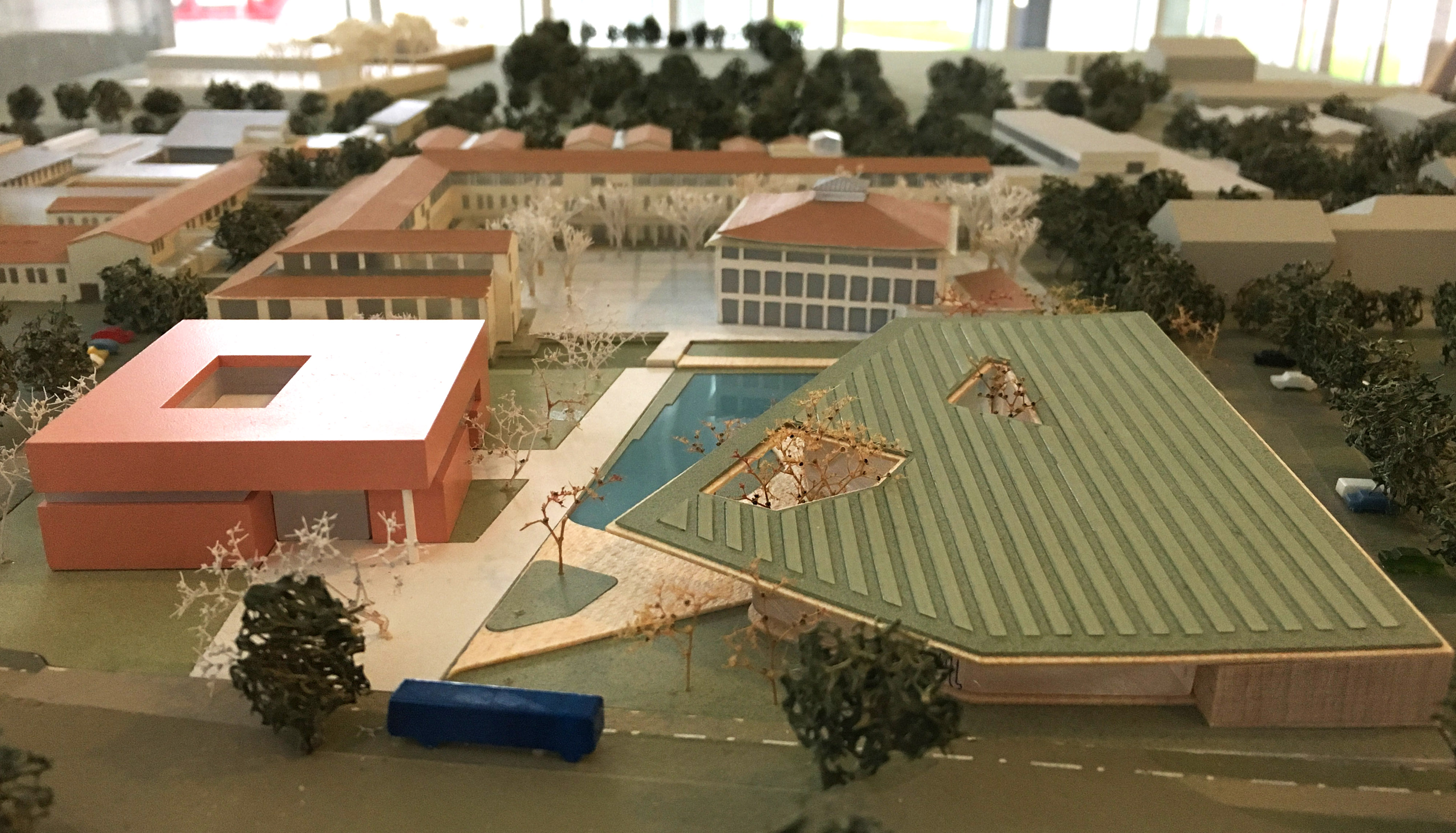
Modell der neuen Mensa (grünes Dach)

Die Hochschule Landshut ist dem Studentenwerk Niederbayern-Oberpfalz zugeordnet. Dessen Aufgaben und Zuständigkeiten umfassen unter anderem:
- Betrieb von Mensa und Cafeteria
- Betrieb des Studentenwohnheims und Vermittlung von Privatzimmern
- Zimmerbörse zur Vermittlung von Unterkünften bei privaten Trägern
- Beratung in Fragen der Finanzierung des Studiums (BAföG, Kindergeld, Studienkredite, Stipendien etc.)
- Sozialberatung und psychologische Beratung
- Förderung studentischer Kulturaktivitäten
- Organisation von deutsch-französischen Austauschprogrammen mit dem C.R.O.U.S. Clermont-Ferrand

Der für alle Studenten verpflichtende Semesterbeitrag beläuft sich momentan auf 72 € (inklusive Semesterticket) und muss nach der Immatrikulation bzw. bei der Rückmeldung zum Folgesemester überwiesen werden (Stand: Sommersemester 2015).

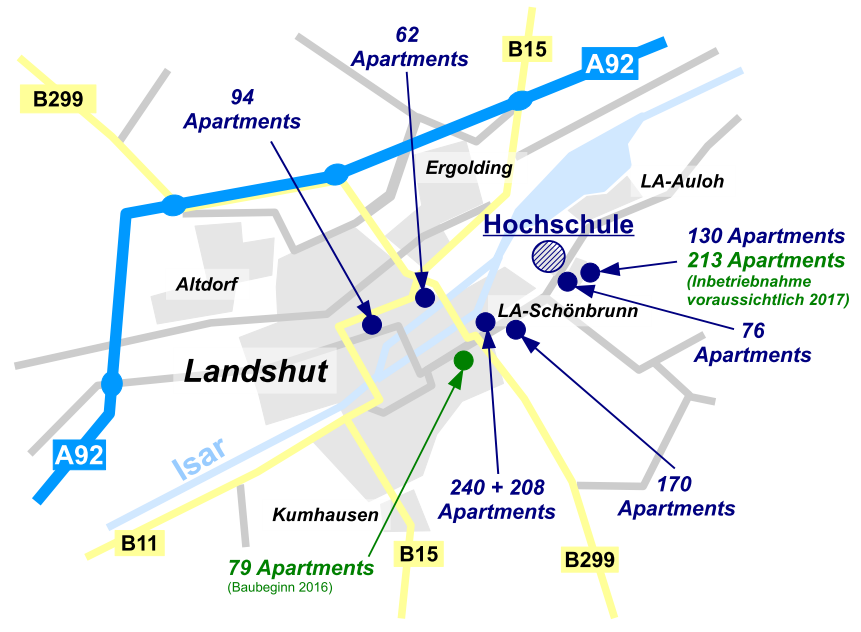
Lage der Studentenwohnheime in Landshut

Der Haushaltsausschuss im Landtag billigte in seiner Sitzung am 4. Juli 2018 den Bau der neuen Mensa an der Hochschule Landshut mit geplanten Gesamtkosten von 13,6 Mio. Euro. Ursprünglich war eine Erweiterung und Sanierung der Mensa angedacht, was sich in der Folge aber als nicht zielführend erwies. Deshalb wurde ein Neubau geplant, der den heutigen Anforderungen an Größe und Ausstattung entspricht. Die neue Mensa konnte im März 2022 feierlich eingeweiht werden.

### Studentenwohnheime
Im Januar 2019 gab es neun Studentenwohnanlagen in Landshut. Zwei davon wurden 2017 eröffnet. Alle Wohnanlagen zusammen bieten Apartments für etwa 1.300 Studenten. Sie befinden sich im Stadtzentrum, zwischen Stadtzentrum und Hochschule oder im direkten Umfeld der Hochschule. Damit steht einem Viertel der Studierenden ein Wohnheimplatz zur Verfügung.

### CampusNest

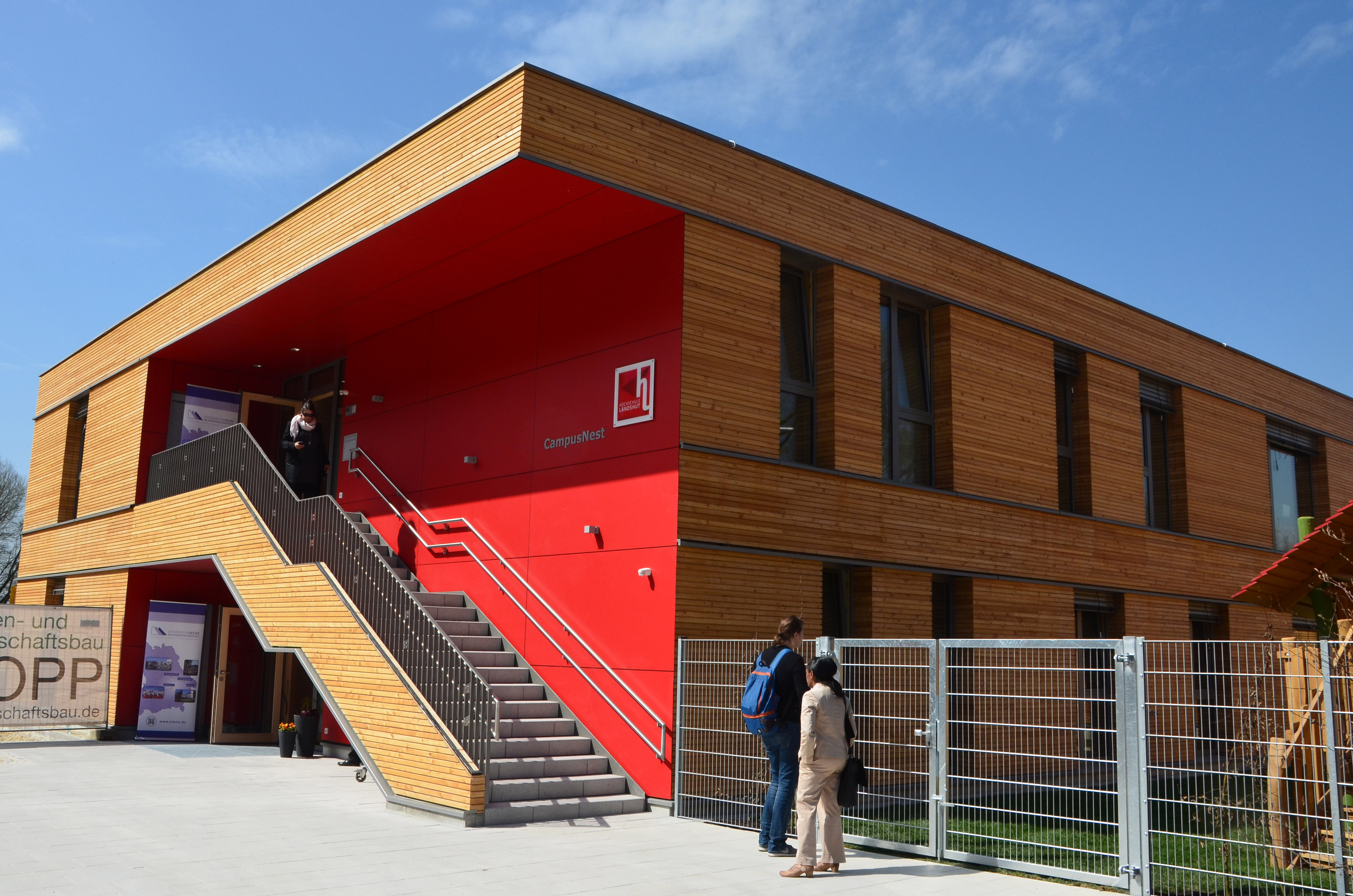
CampusNest

Seit April 2016 stehen den Kindern von Studenten und Hochschulangehörigen im CampusNest 48 Kindergarten- und 28 Krippenplätze zur Verfügung.

## Wissens- und Technologietransfer
Neben den Studiengängen bietet die Hochschule Landshut über die folgenden Kompetenzzentren ein vielfältiges Weiterbildungsangebot für Akademiker an:
- Kompetenzzentrum Produktion und Logistik Landshut (PuLL)
- Technologiezentrum Kompetenzzentrum Produktions- und Logistiksysteme (PULS)
ausgelagert in Dingolfing
- Technologiezentrum Energie (TZE)
ausgelagert in Ruhstorf an der Rott
- Kompetenzzentrum Leichtbau (LLK)
- Automotive Competence Centre / Landshut Automotive Competence (LAC)

Daneben haben sich an der Hochschule drei Cluster als Kompetenznetzwerke etabliert:
- Leichtbau-Cluster
- Cluster Mikrosystemtechnik
- Netzwerk Medizintechnik

## In-Institute
- Institute for Data and Process Science (IDP)[28]
- Institut für Sozialen Wandel und Kohäsionsforschung (IKON)
- Institut für technologiebasierte Zusammenarbeit (ITZ)
- Technologiezentrum Produktions- und Logistiksysteme (PULS), ausgelagert in Dingolfing (Baubeginn am 7. Juli 2014, fertiggestellt im April 2016, anschließend Aufnahme des Aus- und Weiterbildungsbetriebs zum Sommersemester 2016)

## An-Institute

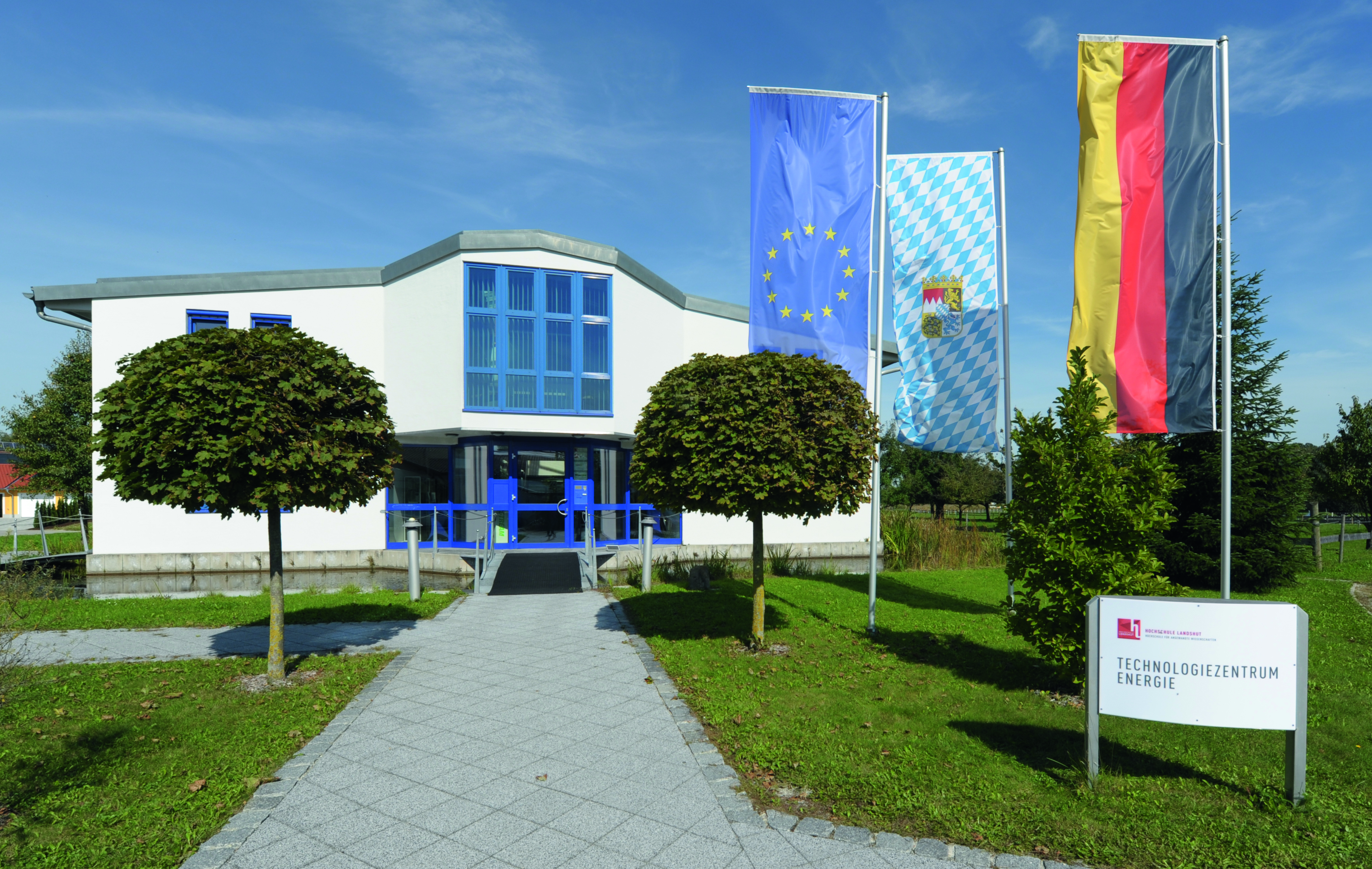
Technologiezentrum Energie in Ruhstorf an der Rott

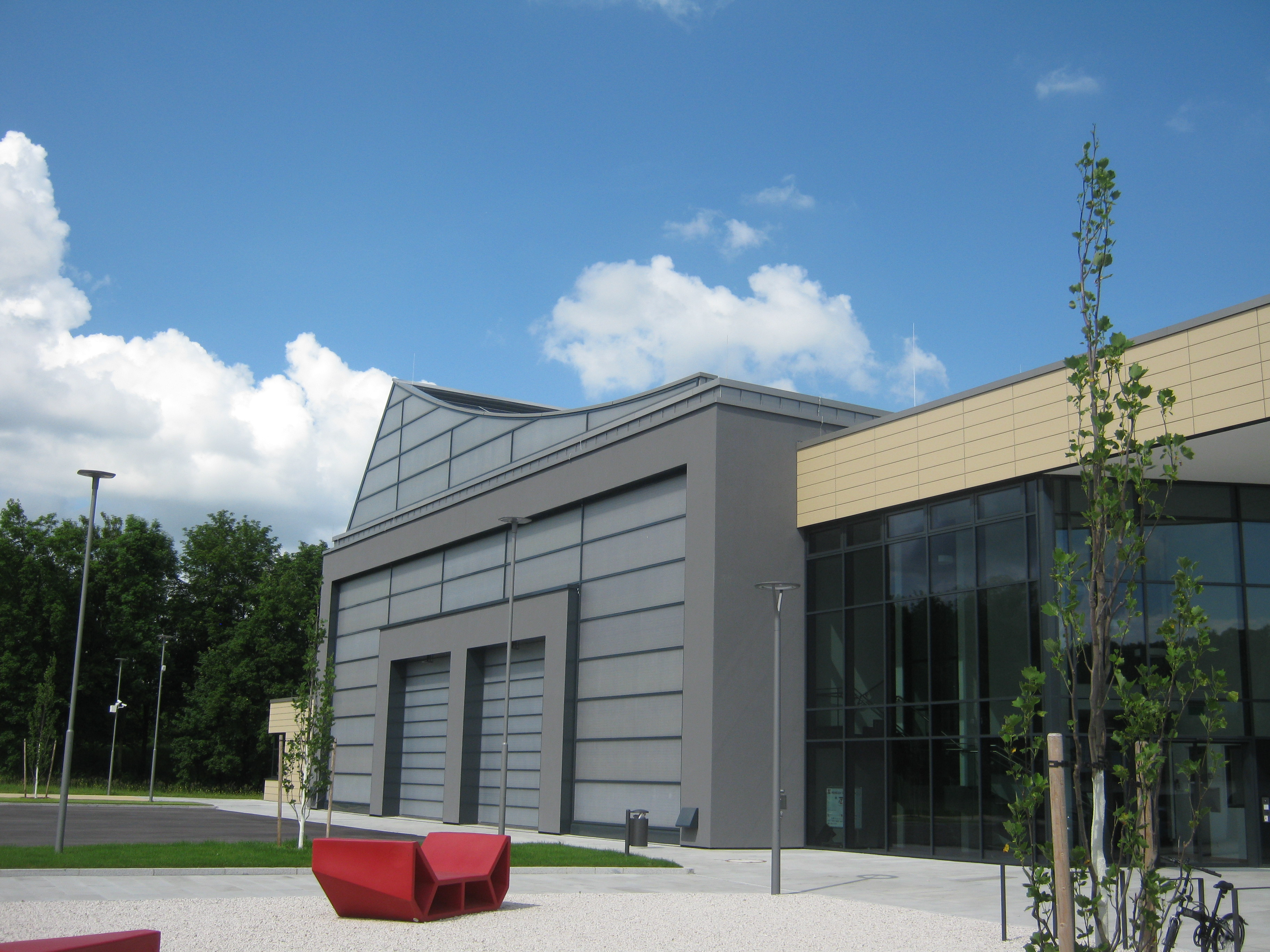
Technologiezentrum PULS in Dingolfing

- Institut für Systemische Energieberatung GmbH an der Hochschule Landshut
- Institut für angewandte Nutzfahrzeugforschung und Abgasanalytik (BELICON GmbH)
- Technologiezentrum Dingolfing Beratungs- und Schulungsgesellschaft mbH
- Technologiezentrum Energie (TZE), ausgelagert in Ruhstorf an der Rott

## Vereine und Organisationen
- Alumni Hochschule Landshut e. V.
- Campus Landshut e. V. (Verein zur Förderung des Studentenlebens)
- Freundeskreis Hochschule Landshut e. V.
 Mitgliederzahl: >200
Zweck: Finanzielle Unterstützung der Hochschule mit einem aktuellen jährlichen Budget von zirka 20.000 bis 25.000 Euro[13]
- LA eRacing e. V. (Studentischer Motorsport)
- SELAM – Muslimische Hochschulvereinigung Landshut
- VDE Hochschulgruppe Landshut
- WIngLA e. V. – VWI Hochschulgruppe Landshut (Verein der Landshuter Wirtschaftsingenieure)

## Daten und Fakten
Im Wintersemester 2021/2022 gibt es 31 Bachelor- und 20 Masterstudiengänge. Derzeit (2022) beschäftigt die Hochschule 410 Mitarbeiter, davon 124 Professoren.
Zum Wintersemester 2020/2021 waren 4.600 Studenten eingeschrieben. Das waren 150 Studenten weniger als im Wintersemester 2019/2020. Ihren Höhepunkt hatten die Studentenzahlen mit 5.480 im Wintersemester 2015/2016.
| Semester  | Anzahl der Studenten |
| --------- | -------------------- |
| 2009/2010 | 3260                 |
| 2010/2011 | 3546                 |
| 2011/2012 | 3834                 |
| 2012/2013 | 4313                 |
| 2013/2014 | 4813                 |
| 2014/2015 | 5418                 |
| 2015/2016 | 5480                 |
| 2016/2017 | 5311                 |
| 2017/2018 | 5021                 |
| 2018/2019 | 4901                 |
| 2019/2020 | 4743                 |
| 2020/2021 | 4589                 |
| 2021/2022 | 4603                 |
| 2022/2023 |                      |
| 2023/2024 | 4770                 |

Für Flüchtlinge und Asylbewerber wurden 50 Veranstaltungen aus allen Fakultäten geöffnet.

## Persönlichkeiten

### Präsidenten der Hochschule
- Hans-Joachim Fischer, Gründungspräsident, von 1978 bis 1999 im Amt
- Erwin Blum, 1999-2011
- Karl Stoffel, 2011-2020
- Fritz Pörnbacher, 2020-2025
- Michaela Wirtz, seit 2025

### Absolventen (Auswahl)
- Herbert Hainer (* 1954), Vorsitzender des Vorstandes der adidas AG, Vorsitzender des Aufsichtsrates der FC Bayern München AG, Absolvent der Fakultät Betriebswirtschaft

### Ehrensenatoren
(Quelle:)
- Josef Deimer seit 1996
- Hans-Joachim Fischer, seit 1999
- Heinz Grunwald, seit 2014
- Hans Georg Lößl, seit 2015
- Rainer Haselbeck, seit 2019